# 上福岡市
上福岡市（かみふくおかし）は埼玉県南部に位置していた市。東京通勤圏。
川越市等に隣接し、川越市の商圏に属する。市内には二つの団地があり、高度成長期以降人口が激増した。一時期は人口密度が日本一だった。市制施行前の名称は埼玉県入間郡福岡町であり、市名は福岡県福岡市との重複を避けるために上福岡駅の駅名から上福岡市とした。
市域を流れる新河岸川は荒川の支流であり、江戸時代から昭和初期にかけては川越と江戸（東京）を結ぶ舟運が通っており、物流（貨物）の重要交通路であったが、鉄道の敷設により河川交通は廃れた。

## 歴史

### 縄文 - 室町時代
市内最古の石器は、市域の北端の舌状台地に位置する川崎遺跡で2万7千年前の旧石器時代後期のナイフ形石器が発見されている。縄文時代早期末には、川崎遺跡で竪穴建物跡、長宮遺跡で、炉穴と思われる遺構が検出されている。
縄文時代前期の関山期には、上福岡貝塚の集落が営まれた。この遺跡は、火工廠の建設に伴って発見され、山内清男、関野克両博士によって調査されて学史上に知られる。また、長宮遺跡でも同時期の建物跡が確認されている。
やや遅れた黒浜期になると、川崎遺跡で、11メートル×7メートルの大型建物跡が営まれたことが確認され、県内で3例目であり、通常は栃木県や北陸などの遺跡で知られるような集会施設ではないかと考えられている。諸磯期になると、市内南西部の現さぎの森小学校の校庭に当たる場所から、鷺森遺跡の16棟にのぼる竪穴建物跡と数百基にのぼる土坑が確認され、土器のほかに耳飾りなどが出土している。
縄文時代中期の前半にあたる勝坂期には、現西小学校の北側で、西遺跡の集落が発掘調査され、縄文時代の竪穴建物跡18棟と多くの土坑、集石遺構が確認されている。西遺跡の集落は同小学校の西側にもひろがっていると推察される。また、縄文時代中期後半の加曾利E期には、市内北部のハケ遺跡で環状集落が営まれ、遺構はないが、縄文時代後期の土偶も確認されている。縄文時代後期初頭の称名寺期にも川崎遺跡で竪穴建物跡が確認されている。後期半ばから晩期は土器だけの出土事例が見られる。
弥生時代は空白地域であるが、その終末には、市内の南東端にあたる伊佐島遺跡で、弥生時代終末期の環濠集落が確認されている。
古墳時代にはいると、埼玉県の指定史跡になった権現山古墳群が築かれる。新河岸川と滝地区を望む小高い場所に立地する当時の有力者の墓と考えられている。権現山古墳群の営まれる前後には、古墳時代前期の滝遺跡の集落が営まれた。古墳時代後期の集落は、川崎遺跡と滝遺跡で営まれている。
飛鳥時代の集落は、市内中央部の標高8メートル-10メートルの平坦地に、長宮遺跡と松山遺跡の集落が営まれている。松山遺跡の集落は奈良時代をへて平安時代まで点々と建物跡が確認されている。松山遺跡と川崎遺跡、ハケ遺跡、伊佐島遺跡では、掘立柱建物跡が確認され、特に、川崎遺跡に集中している。儀礼に使用された緑釉陶器が集落遺跡から出土した意味でも川崎遺跡が当時重要な集落だったことが考えられる。
中世になると、長宮遺跡で、12世紀に生産された渥美焼や常滑焼の破片の出土が見られるようになる。しかし、建物や区画のための溝は、室町時代以降まで発見されていない。市域の南側、駒林地区では、鎌倉 - 南北朝時代の板碑を伴う集石墓が確認されている。戦国時代には、後北条氏の家臣であった富永善左衛門の館が市域の東端の下福岡地区にあったと考えられているが(城山遺跡)、13世紀からの陶磁器などの遺物や建物跡、井戸跡は確認されているが、直接、館の遺構といえるものは発見されていない。
- 1559年（永禄2年）「北条氏所領役帳」に「福岡」「川崎」の地名が記載される。

### 江戸時代
- 1733年（享保18年） - 福岡河岸が開設される。
- 1773年（安永2年） - 福岡河岸が幕府より公認される。船問屋、吉野屋（吉野）半兵衛、江戸屋（吉野）三之助、冨田門左衛門が活躍する。
- 1831年（天保2年） - 船問屋、福田屋開業。砂村善兵衛が早船をはじめる。
- 1854年（安政元年） - 川越藩より吉野吉五郎が御用船運航取扱を命じられる。
- 1866年（慶応2年） - 武州一揆が「市内」を通過し養老橋を押し渡る。川越藩が農兵取立てを命じる。

### 明治・大正時代
- 1872年（明治5年） - 名主、組頭が廃止され、戸長、副戸長が新設される。
- 1878年（明治11年） - 福岡村、中福岡村、福岡新田が連合して三福学校を開校する。下福岡に「船頭の神」として大杉神社が創建される。
- 1889年（明治22年）4月1日 - 町村制施行に伴い、福岡村、中福岡村、福岡新田、駒林村、川崎村が合併し、福岡村が新設される[1]。
- 1910年（明治43年） - 大洪水が起きて福岡村に大きな被害を及ぼす。福田屋、江戸屋が廃業。
- 1914年（大正3年） - 東上鉄道（現東武東上線）が開通し、上福岡駅開業。
- 1921年（大正10年）新河岸川の改修工事始まる（福岡村分は1930年に完成）

### 昭和 - 平成
- 1927年（昭和2年） - 福岡受信所（日本無線電信福岡出張所）設置
- 1929年（昭和4年） - 火工廠設置問題で、耕作権擁護同盟が結成される。
- 1931年（昭和6年） - 新河岸川改修工事終了。通船停止令のため、新河岸川の水運が全廃される。
- 1937年（昭和12年） - 火工廠が竣工し、操業が開始される。
- 1945年（昭和20年） - 7月、福岡受信所でポツダム宣言が傍受されたと推定される。
- 1959-60年（昭和34-35年）、上野台団地、霞ヶ丘団地の建設と入居開始
- 1960年（昭和35年）11月13日 - 町制が施行され、福岡町となる[2][3]。
- 1972年（昭和47年）4月10日 - 改称・即日市制施行。上福岡市となる[4][5]。
- 1985年（昭和60年）8月15日 - 非核平和都市宣言をする。
- 2004年（平成16年） - 住民投票の結果2市2町（富士見市・上福岡市・大井町・三芳町）での合併が不成立となる。
  - 2000年国勢調査での人口は富士見市（103247名）、上福岡市（54630名）、大井町（45488名）、三芳町（35752名）
- 2005年（平成17年）10月1日 - 隣接する入間郡大井町と合併し、ふじみ野市になる。

## 行政

### 歴代市長
特記なき場合『日本の歴代市長 : 市制施行百年の歩み』などによる。
| 代 | 氏名     | 就任                      | 退任                      | 備考       |
| -- | -------- | ------------------------- | ------------------------- | ---------- |
| 1  | 近藤克郎 | 1972年（昭和47年）4月9日  | 1977年（昭和52年）3月11日 | 旧福岡町長 |
| 2  | 田中喜三 | 1977年（昭和52年）3月12日 | 1997年（平成9年）3月11日  |            |
| 3  | 武藤博   | 1997年（平成9年）3月12日  | 2005年（平成17年）9月30日 | 廃止       |

### 出張所
- 〒356-0006
埼玉県上福岡市霞ヶ丘一丁目1番1号

### 市章
- 「福」の音読みである「フク」を図案化したものを1960年（昭和35年）の福岡町時代に町章として制定され、市制後も使用され続けた[7]。

## 隣接していた自治体
- 川越市
- 富士見市
- 入間郡大井町

## 交通

### 道路
- 一般国道
  - 富士見川越バイパス（国道254号）
- 県道
  - 埼玉県道56号さいたま上福岡所沢線
  - 埼玉県道272号東大久保大井線
  - 埼玉県道335号並木川崎線

### 鉄道
- 東武東上線：上福岡駅

### 路線バス
- 東武バス
  - 上福岡駅西口　（上福03）（上福04）
- 西武バス
  - 上福岡駅東口より約300mにバス停　（古01）、（大34）
  - 上福岡駅西口　（所58-1）

## 産業

### 工業
- 大日本印刷上福岡工場
- 新日本無線川越製作所
- 日本無線埼玉工場

### 商業・ショッピング
- 西友
- 東武ストア
- イトーヨーカドー
- ギガマート
- BIG-A
- コモディイイダ

## 出身有名人
- 太田光（爆笑問題）
- かかずゆみ（声優）
- 北原佐和子 (女優)
- 嶋重宣（広島東洋カープ）
- 高松正裕 (柔道家)
- 新田恵利（タレント・元おニャン子クラブ）
- 長峰由紀（TBSアナウンサー）
- 星野真里（女優）
- ヤスヒロ（旧名：藤原泰浩）（声優 ケンユウオフィス所属）

## ゆかりの作品
- カポネカポネち(小野まゆら) 旧霞ヶ丘団地を舞台にしたブルドッグをこっそり飼った家族の生活の悲喜劇を描く漫画作品。